# Selaginella pallescens
Selaginella pallescens là một loài dương xỉ trong họ Selaginellaceae. Loài này được C. Presl Spring mô tả khoa học đầu tiên năm 1840.

## Hình ảnh

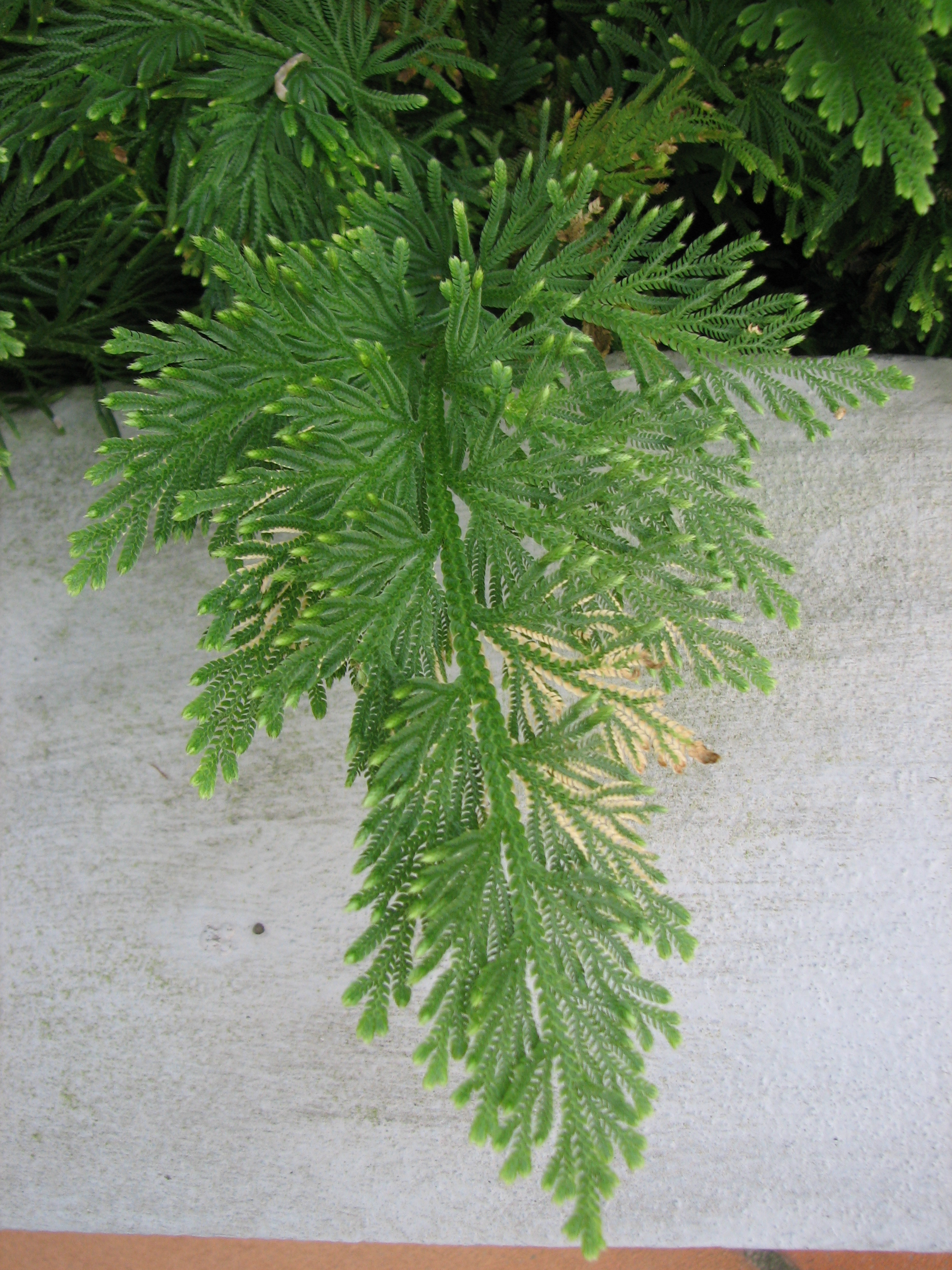
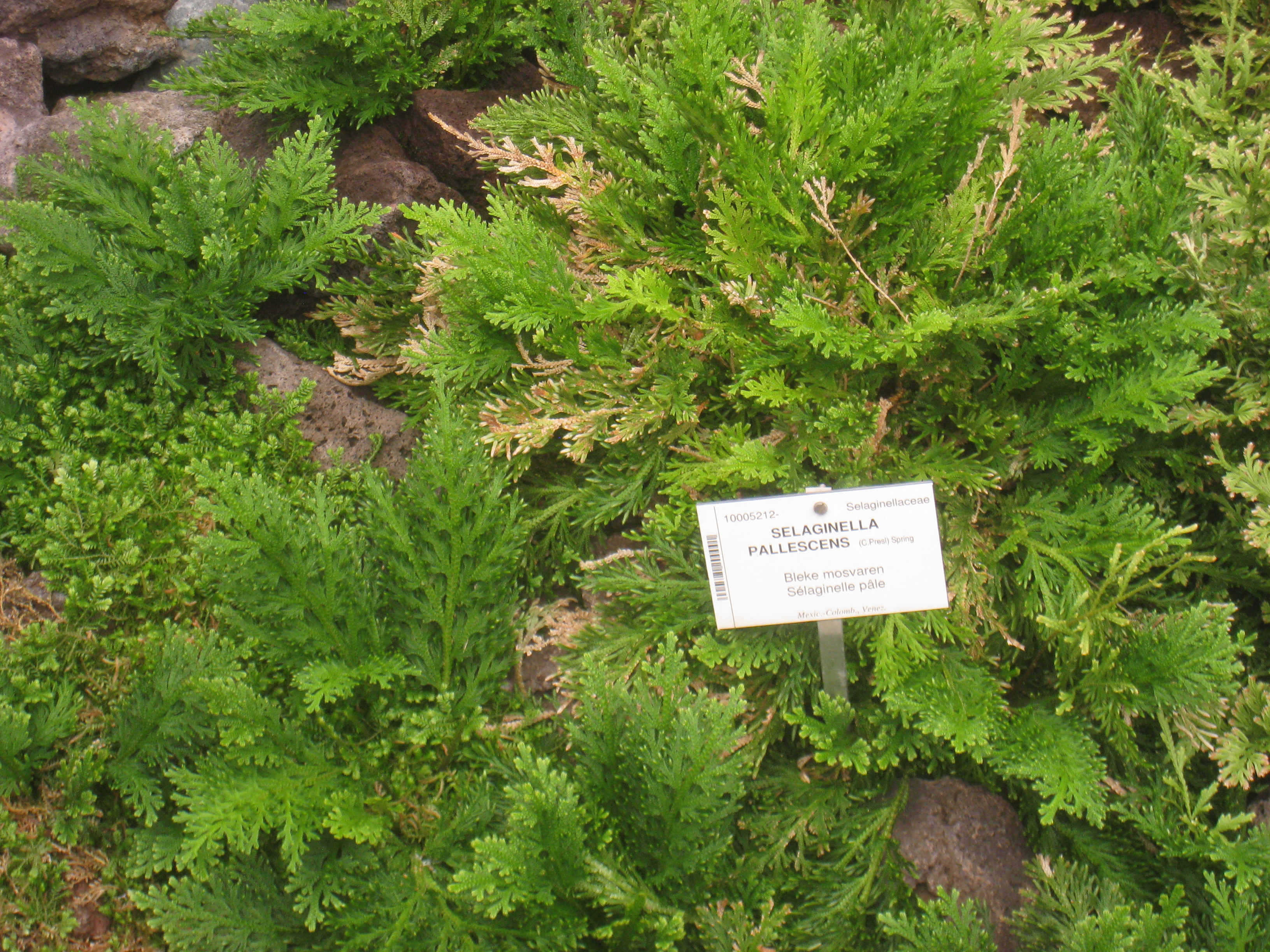
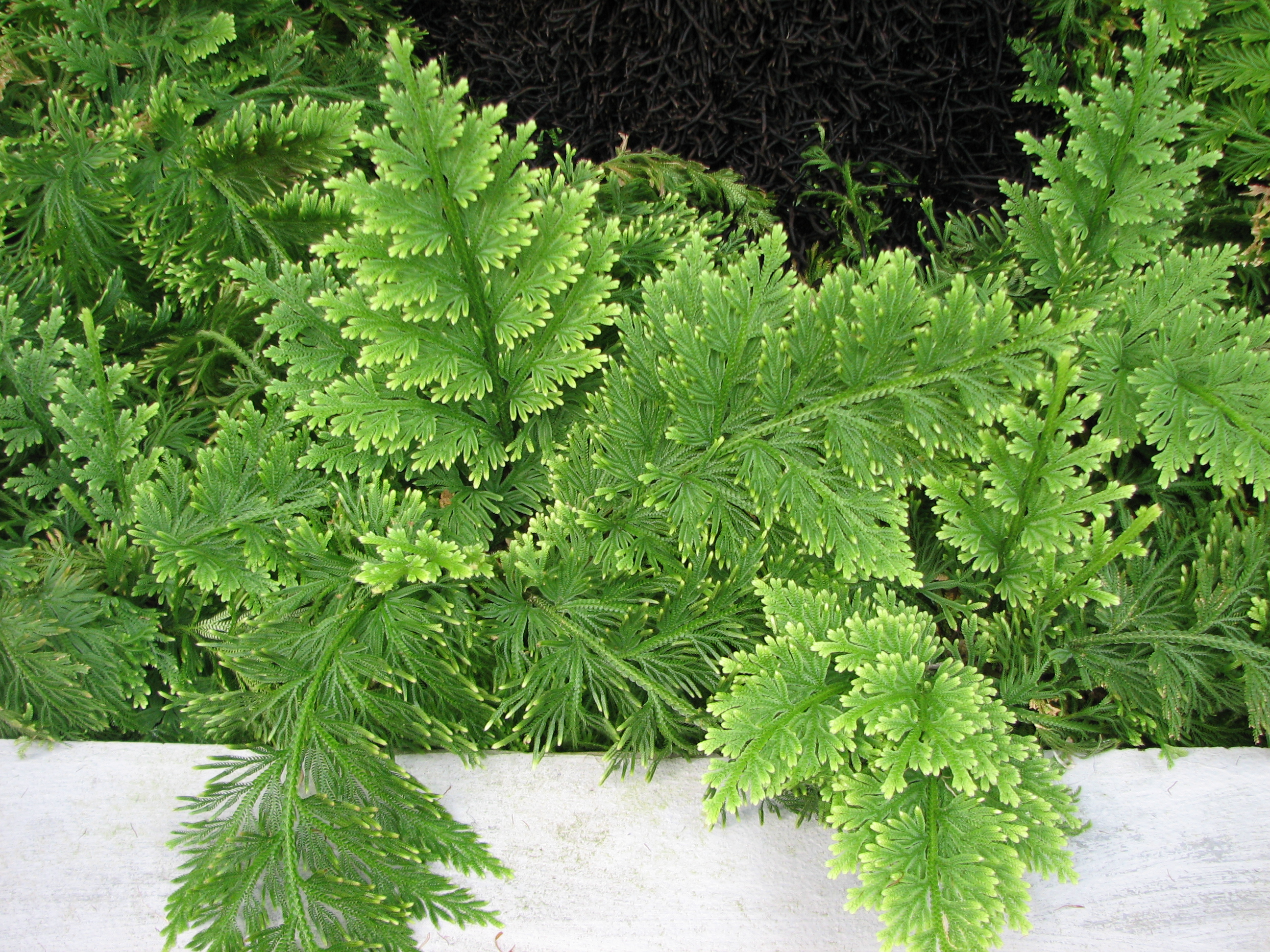
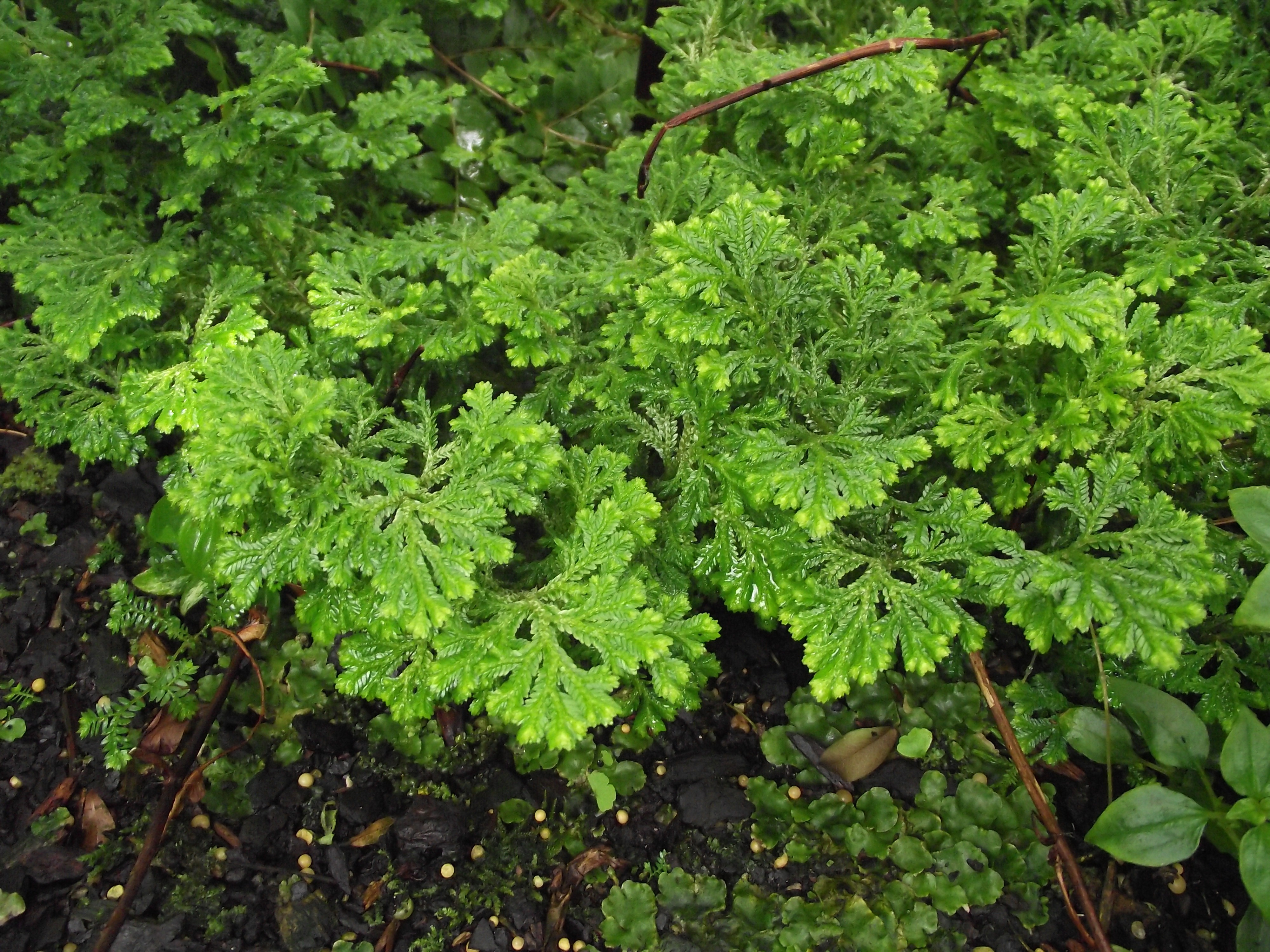